# 전략적 기업 경영
전략적 기업 경영(strategic enterprise Management, SEM)이란 기업의 가치를 극대화 하기 위한 경영전략을 수립하고 그 전략대로 경영활동이 효과적으로 이루어질 수 있도록 전략중심형 조직을 구축하고 실행하는 경영 프로세스와 시스템으로 운영되는 기업경영체이다.

## 개요
전략적 기업 경영의 구성요소 중 가치경영관리는 가치 창출요인의 관리, 가치중심의 사업운영을 지원하게 하며, 균형성과관리는 비전 및 전략의 실행관리, 단기 및 중장기에 걸친 경영성과 관리를 가능케 하며, 활동기준관리는 활동기준원가계산을 통한 수익성 분석을 기반으로 전략적 운영적인 의사 결정을 지원한다.

## 용어정의
전략적 기업 경영이란 기업에서 일어나는 경영 환경의 기본적인 속성을 경쟁으로 정의하고, 이 경쟁에서 생존하기 위한 경영 계획과 실천의 중요성을 강조한 경영 기법으로 전략적인 의사결정이 필요한 환경에서 기업의 경영진이 전사적 정보를 명확히 파악하여 가치중심의 경영을 전사적으로 구현할 수 있는 통합된 분석용 애플리케이션과 프로세스등의 전략경영을 위한 시스템이다.
기업에서 전략적 경영의 요체는 제한된 자원을 효과적으로 활용하여 최대한의 효과를 창출하는 데 있다. 서비스 대상이 되는 이용자의 속성과 이들의 요구를 면밀히 관찰하여 이를 충족시킬 수 있는 서비스를 제공하는 데 초점을 둔 마케팅 기법이 전략적 경영의 핵심 기법이다.
외부환경의 변화에 적응하기 위한 적응력 시스템으로 전략적 경영시스템과 혁신적 경영시스템이 구분하고 있는데 시스템 개념을 경영계획에 적용함으로써 기획  · 계획 · 예산제도나 전략적 경영계획 시스템이 개발되고 시스템 개념을 경영조직에 적용시킴으로써 프로젝트 조직이 활용되어 정보처리에의 적용에 의해 경영정보 시스템이 개발되어 있다.
글로벌 경제와 기업경영, 전략적 지식경영, 기업가와 효과적 리더십, 조직운영과 CEO정신 등 경영전략과 위기관리에 관한 관심이 확산됨에 따라 고객을 확보하기 위하여 경쟁해온 영리 기관에서뿐 아니라 공공 부문에서도 한정된 공적 자금의 배분을 놓고 경쟁이 가속화되어 대부분의 기록 경영 환경에서도 전략적 경영 기법에 주목하는 추세이다.

## 같이 보기
- 경영정보학(BI)
- 경영 정보 시스템(MIS)
- 전사자원관리(ERP)
- 고객관계관리(CRM)
- 생산관리시스템(MES)